# Motala
Motala es una localidad y la sede del municipio homónimo, ubicado en la provincia de Östergötland, Suecia. Con 29 823 habitantes (41 956 en todo el municipio) en 2010, es la tercera ciudad más grande de Östergötland, después de Linköping y Norrköping. Motala está situado en la ribera oriental del lago Vättern y es considerada como el principal centro del canal Göta y sus alrededores.

## Historia

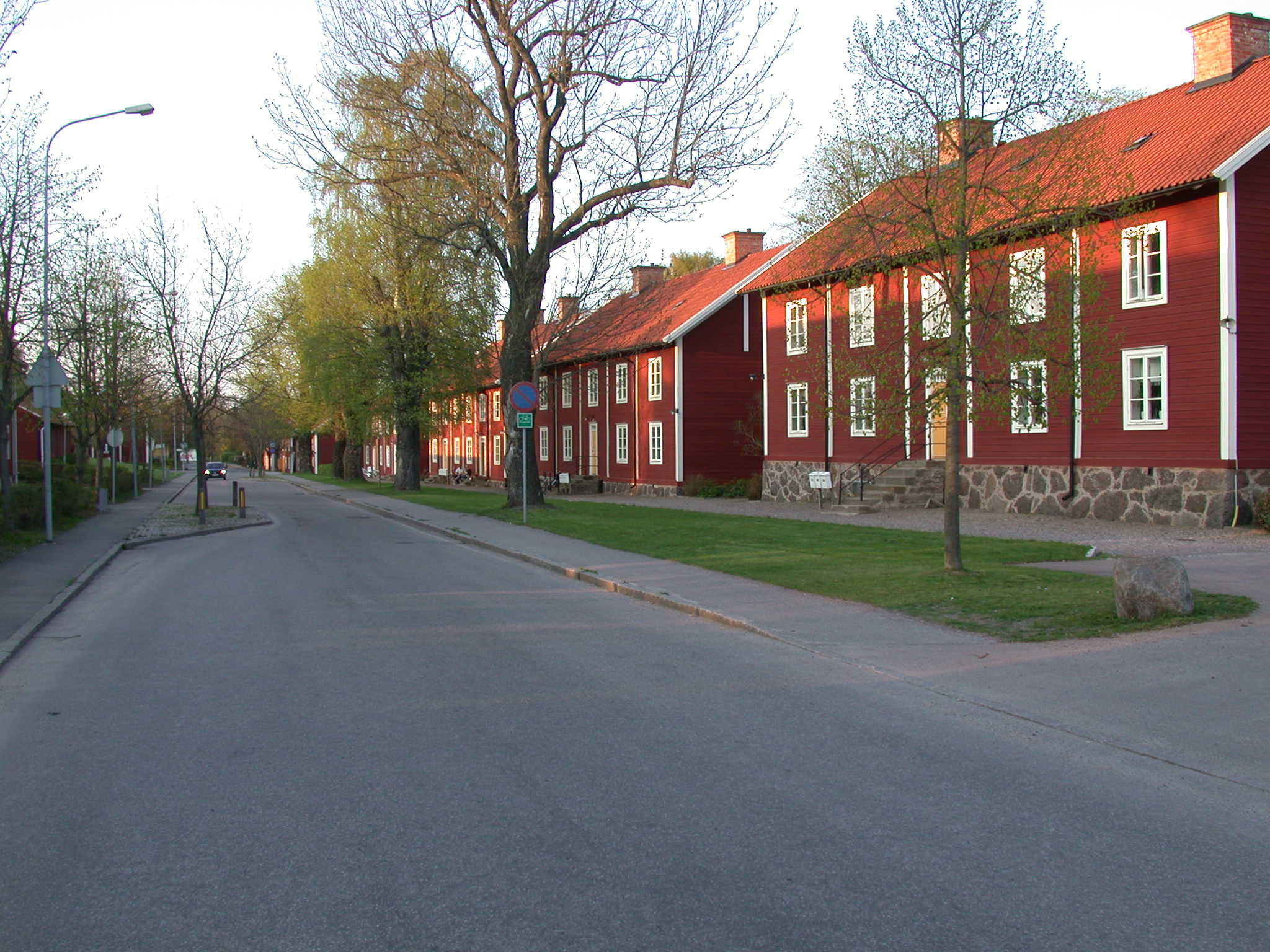
Alojamiento de trabajadores en Motala.

La iglesia de Motala data del siglo XIII. Durante varios siglos, Motala fue un pequeño pueblo, principalmente considerado como una parada en el camino a la cercana ciudad de Vadstena, uno de los centros culturales de la Suecia medieval. Sin embargo, el rey Gustavo I tuvo una casa señorial construida en Motala y más tarde la reina Cristina tuvo una residencia de verano en el centro de spa de Medevi, 20 km al norte de la ciudad.
Cuando el canal Göta fue construido en a inicios del siglo XIX, Motala se convirtió en una ciudad importante para el comercio en el canal. El constructor del canal, Baltzar von Platen, tiene su tumba junto a él. La ciudad recibió el estado de privilegio menor de köping en 1823, mientras que se le otorgaron derechos de ciudad completos con fecha 1 de abril de 1881. Con la reforma municipal sueca de 1971, Motala se convirtió en la sede del Municipio de Motala.
Motala Verkstad es una empresa de ingeniería, mundialmente famosa por su puente de ferrocarril y equipos de construcción. En la novela de ciencia ficción Veinte mil leguas de viaje submarino de Julio Verne, la proa del submarino Nautilus fue construido en Motala Verkstad. Más tarde, fabricantes industriales suecos tales como Electrolux y Luxor instalaron sus principales fábricas en la ciudad.
En 1963, Tetra Pak instaló la primera máquina de embalaje de Tetra Brik en Motala.